# Festuca sororia
Festuca sororia là một loài thực vật có hoa trong họ Hòa thảo. Loài này được Piper mô tả khoa học đầu tiên năm 1913.